# 瓦列里·维塔利耶维奇·瓦西里耶夫
瓦列里·维塔利耶维奇·瓦西里耶夫（俄语：Валерий Витальевич Васильев，1938年6月14日—），苏联及俄罗斯物理学家，固体力学专家。2016年当选俄罗斯科学院院士。

## 生平
1938年6月14日生于莫斯科市。1962年毕业于莫斯科航空学院。1966年获得莫斯科国立大学工学博士学位。1964年至1972年间，莫斯科航空学院高级工程师、研究员、副教授。1972年至1974年，莫斯科民用航空学院教授。主要固体-变形体结构力学，薄壁结构工程力学，弹性的几何原理等。
2002年，获得俄罗斯联邦功勋科学工作者荣誉称号。
1984年，当选苏联科学院通讯院士。1991年，当选俄罗斯科学院通讯院士。2016年，当选俄罗斯科学院动力与控制学部院士。